# کودتای مخملی
کودتای مخملی اصطلاحی است که در جریان اعتراضات پس از انتخابات ریاست‌جمهوری سال ۱۳۸۸ ایران ابداع شد. هواداران حکومت تبلیغات انتخاباتی و اعتراضات پس از انتخابات را پروژه ناکام کودتای مخملی توصیف کردند.
ابتدا سید محمد خاتمی از رهبران معترضان پس از تأییدشدن انتخابات توسط شورای نگهبان در بیانیه‌ای گفت: «اگر این فضای مسموم تبلیغاتی و امنیتی ادامه پیدا کند با توجه به آنچه انجام گرفت و یک طرفه اعلام شد باید بگوییم کودتای مخملین علیه مردم و جمهوریت نظام صورت گرفته‌است» و پس از آن هواداران احمدی‌نژاد و خامنه‌ای به طور گسترده‌ای از طرح شکست‌خورده کودتای مخملی معترضان خبر دادند و حتی صدها بازداشت‌شده پس از انتخابات را در محکمه‌ای به نام دادگاه متهمان پرونده کودتای مخملی به محاکمه کشاندند.
کودتای مخملی اصطلاحی جدید در دایره لغات و مفاهیم سیاسی است. حقوقدانی چون بهمن کشاورز، جامعه‌شناس و سیاست‌مداری همچون عماد افروغ و پژوهشگر علم سیاستی مانند علی‌اصغر صباغ‌پور به ماهیت پارادوکسیکال ترکیب کودتای مخملی اشاره کرده‌اند. چرا که کودتا بنا بر سرشت خود نمی‌تواند از اجبار و زور به دور باشد.
ممکن است مقصود مدافعان حکومت از کودتای مخملی همان انقلاب مخملی یا رنگی باشد. چنانکه به موازات ادعای کودتای مخملی از واژه انقلاب مخملی هم در توضیح اقدامات مخالفان استفاده می‌شد و خبرگزاری فارس از رسانه‌های حامی دولت در مقاله‌ای در مورد انقلاب‌های مخملی می‌نویسد: «عده‌ای از اندیشمندان علم سیاست هنوز معتقدند به دلیل ویژگی‌ها و خصوصیاتی که این مفاهیم دارند، تعریف انقلاب بر آنها منطبق نیست و بر این اساس نمی توان به دلیل تمایز آشکار میان واژه انقلاب و آنچه که در انقلاب مخملی صورت می‌گیرد آن را یک انقلاب قلمداد کرد و لذا بیشتر آن را کودتای مخملی می‌نامند تا یک انقلاب مخملی.»